# لويس برنارد جويون دي مورفو
لويس برنارد جويون دي مورفو (بالفرنسية: Louis-Bernard Guyton de Morveau)‏ (ولد في ديجون عام 1737 - توفي في باريس عام 1816) كيميائي وسياسي فرنسي، كان له الفضل في إنتاج أول طريقة منهجية للتسمية الكيميائية.

## روابط خارجية
- لويس برنارد جويون دي مورفو على موقع الموسوعة البريطانية (الإنجليزية)